# 法贾诺
法贾诺（義大利語：Faggiano），是意大利塔兰托省的一个市镇。总面积20平方公里，人口3535人，人口密度176.8人/平方公里（2009年）。ISTAT代码为073005。